# Font de Sanana
Font de Sanana i safareig de Sanana és un edifici ubicat al terme de Vacarisses (Vallès Occidental). Es troba molt propera a la riera que rep el mateix nom, riera de Sanana, dins dels límits territorials del mas de Sanana.

## Història[calcitació]
Una font que en el seu temps va ser trobada d'aplecs i fontades dels vilatans de les contrades, durant bona part dels s. XIX-XX. Un punt social, que va motivar el seu agençament.
Moltes d'aquestes fonts, de germanor, van ser condicionades millorant els seus brocs d'aigua, afegint plaques commemoratives i arranjant l'entorn. La font de Sanana va ser molt afortunada en aquest aspecte, va passar de ser un simple raig d'aigua de pagès, a un preciós conjunt arquitectònic en mig de la natura.
Una taula de pedra i els típics bancs de maons són un vell testimoni d'aquest emplaçament amb caire marcadament festiu.

## Tradició[calcitació]
L'origen d'aquestes quedades lúdiques, tenen una marcada tradició religiosa. Tot havia començat segles enrere amb les ermites erigides a la muntanya, fruit de la devoció popular. Aquestes eren espai de romeus i romiatge, que solien acabar fent un dinar o berenar al voltant d'una font. El temps va anar diluint el significat religiós i la tradició va donar peu a espais, menjadors a l'aire lliure més lúdics i socials.

## Estructura arquitectònica
El conjunt de la font és de planta quadrangular amb tancament cec en dos dels seus cantons, aprofitant el desnivell del terreny. Els altres laterals estan construïts amb maons i pedra de la zona, formant arcs de mig punt. Una construcció molt característica del s. XIX.
Dels espais de raig d'aigua també podem veure la seva evolució, envers la comoditat dels caminadors. La primera font a tocar terra. Encara intuïm el que va ser la seva ornacina i forat de basament d'aigua. Mentre que el segon raig està elevant a una disposició i alçada més adient per la seva funció.
L'aigua sobrant s'abocava a una bassa amb utilitat de safareig. Les lloses inclinades són manifest d'aquest funció. I a més, l'espai destinant a safareig estava cobert i protegit del sol i la pluja. De la possible coberta, només resten els pilars de maó d'un metre d'alçada com a molt.
Dues escales donaven accés a la plataforma que formava el safareig. Aquest desnivell devia estar salvat per un passamans, encara son presents els forats als pilars d'on devia assentar.

## Espai esbarjo[calcitació]
L'espai d'esbarjo estava molt a la vora del safareig. Un ampli banc, fet amb maons, feia la seva doble funció de mur per evitar despreniment de terra i de seient.